# Протока Креніцина
49°13′00″ пн. ш. 154°36′00″ сх. д. / 49.216666666667° пн. ш. 154.6° сх. д.
Протока Креніцина (Шоста Курильська протока; рос. Пролив Креницына; Шестой Курильский пролив) — протока Курильських островів, що розділяє острів Онекотан від острова Харимкотану Великої Курильської гряди. Знаходиться в акваторії Сєверо-Курильського міського округу Сахалінської області Російської Федерації. Ширина — 13 км, глибини — від 50 до 70 м. Відкрита у 1805 році Іваном Крузенштерном, ним же і названа на честь дослідника Алеутських островів капітана І рангу Петра Креніцина.